# Τ
Τ, τ（タウ、古代ギリシア語: ταῦ、ギリシア語: ταυ タフ、英: tau）は、ギリシア文字の第19番目の文字。数価は300、音価は /t/。また、現代ギリシア語において ντ は語頭で/d/、語中で/nd/ を表す。
ラテン文字のT、キリル文字のТ、Ћはこの文字に由来する。

## 起源
フェニキア文字 𐤕 （タウ）に由来する。

## 記号としての用法
- 小文字「τ」は、
  - 数学において
    - τ関数として用いられる。
    - 捩率として用いられる。
    - σとともに置換を表す記号。
    - 黄金数を表すことがある。

  - 経済学で税率を表す。
  - 材料力学で剪断応力を表す。
  - 素粒子物理学で、第三世代のレプトンの一つ（タウ粒子）を表す。
  - 電気工学において、RC回路の時定数を表す。
  - ヒュンダイ・タウエンジン - 現代-起亜自動車グループのV型8気筒エンジンのシリーズ名。ジェネシス、モハベ等に搭載。
- その他、小文字「τ」は、一部の研究者による私的な提言で、円の周長と半径の比率（=2π）を表す記号として提唱されているが、一般的な記法として使用されているものではない。詳細はτ (数学定数)を参照。

- 大文字「Τ」は、
  - タウは、パナソニック(当時・松下電器産業)が製造・販売していたブラウン管テレビ（15型以上）の商品名（かつてはプラズマテレビ・液晶テレビにも使われていた）。

## 符号位置
| 大文字 | Unicode | JIS X 0213 | 文字参照             | 小文字 | Unicode | JIS X 0213 | 文字参照             | 備考 |
| ------ | ------- | ---------- | -------------------- | ------ | ------- | ---------- | -------------------- | ---- |
| Τ      | U+03A4  | 1-6-19     | &Tau; &#x3A4; &#932; | τ      | U+03C4  | 1-6-51     | &tau; &#x3C4; &#964; |      |